# Alpine Skiweltmeisterschaften

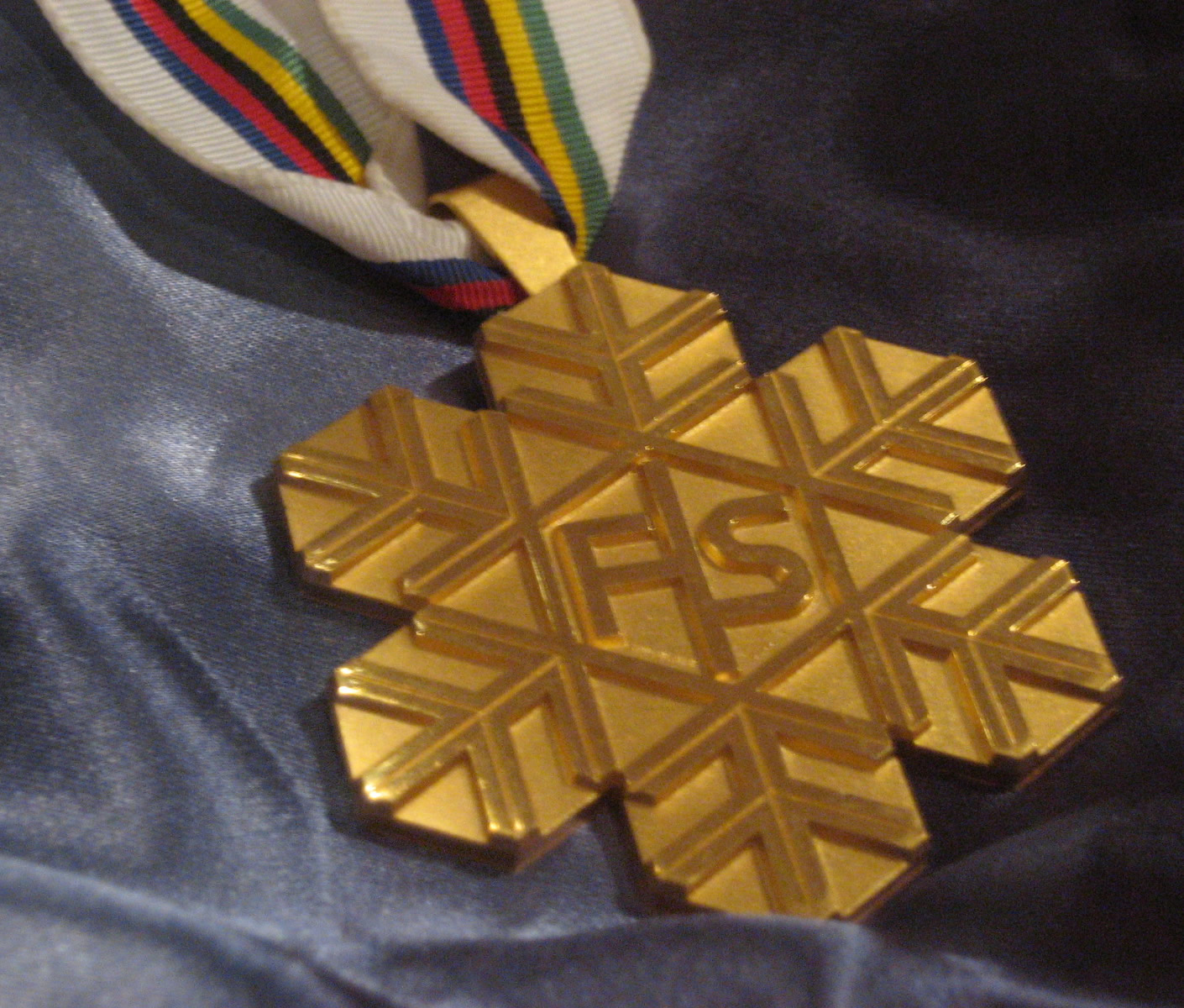
Goldmedaille der FIS

Die Alpinen Skiweltmeisterschaften sind ein alle zwei Jahre stattfindendes Sportereignis, bei dem in verschiedenen Rennen die Weltmeister in den alpinen Skidisziplinen ermittelt werden. Veranstalter ist der Weltskiverband FIS. Die Alpinen Skiweltmeisterschaften gehören neben den Olympischen Spielen zu den wichtigsten Meisterschaften im alpinen Skirennsport.

## Geschichte
Erstmals wurden Weltmeisterschaften im alpinen Skisport 1931 abgehalten. Anfänglich wurden sie als FIS-Wettkämpfe, FIS-Meisterschaften oder einfach FIS-Rennen bezeichnet, ab 1937 trugen die Veranstaltungen offiziell den Titel Weltmeisterschaften (und die seit 1931 stattgefundenen Bewerbe wurden nachträglich als solche bezeichnet). Bis 1939 fanden die Titelkämpfe jährlich statt. Eine Besonderheit gab es 1936, als es sowohl alpine Skibewerbe bei den Olympischen Winterspielen in Garmisch-Partenkirchen mit allerdings nur einer Kombination (aus einer Abfahrt und einem aus zwei Durchgängen bestehenden Slalom) für Damen und Herren und kurz darauf separat eine Alpine Weltmeisterschaft in Innsbruck gab. Während beim Olympiawettbewerb praktisch alle Herren aus der Schweiz und aus Österreich wegen deren „Profitum“ nicht zugelassen waren, konnten sie an der Weltmeisterschaft teilnehmen, jedoch fehlten nunmehr anderseits die Olympiastarter. Bei den Weltmeisterschaften 1938 und 1939 gehörten die Läufer aus Österreich auf Grund des mittlerweile vollzogenen Anschlusses dem Team des Deutschen Reiches an.
Nach dem Zweiten Weltkrieg wurden die Weltmeisterschaften von 1948 bis 1982 alle zwei Jahre ausgetragen, wobei bis zu den Olympischen Winterspielen 1980 die Olympiasieger auch gleichzeitig Weltmeister waren (die Kombination war 1948 auch eine Olympiawertung; danach waren von 1956 bis 1980 die Kombinationssieger „nur“ Weltmeister). Seit 1985 finden die Weltmeisterschaften in ungeraden Jahren unabhängig von den Olympischen Winterspielen statt. Ausnahme war die Weltmeisterschaft in der Sierra Nevada, die erst 1996 veranstaltet werden konnte, da im Jahr zuvor akuter Schneemangel geherrscht hatte.

### Disziplinen
Waren es anfangs nur drei Disziplinen (Abfahrt, Slalom sowie Kombination, wobei diese 1931, 1950 und 1952 nicht im Programm und anderseits bis einschließlich 1980 nur ein „Papierrennen“ war – nur 1948 gab es eine kleine Abweichung), und damit auch bis einschließlich 1939 eine auf zwei oder drei Tage anberaumte Veranstaltung, weitete sich die Dauer auf Grund der Hinzunahme weiterer Disziplinen danach aus. Ab 1950 wurde der Riesenslalom miteinbezogen, ab 1982 wurde die Kombination in anderer Form und damit als zusätzlicher Bewerb ausgetragen und ab 1987 kam der Super-G dazu. Ab 1996 wurde die Kombination nicht mehr in Punkten, sondern durch Zeitadditionen berechnet. Ab 2005 wurde ein Teamwettbewerb installiert, der in seiner Austragungs- und auch Wertungsform 2011 hin zu einem Parallelrennen geändert wurde. 2007 gab es mit der „Super-Kombination“ (später „Alpine Kombination“) eine Modifizierung. Bei den Skiweltmeisterschaften 2021 wurden erstmals zusätzlich Parallel-Einzelrennen ausgetragen, womit sich die Anzahl der Medaillenentscheidungen auf 13 erhöhte.

### Dauer der Veranstaltung
Waren es in den Dreißigerjahren anfangs ein Wochenende, später drei Tage, verlängerte sich dies (durch die Einführung des Riesenslaloms) in der Folge auf eine gute Woche (von einem Sonntag bis zum nächsten). Durch die Hereinnahme geänderter und zusätzlicher Disziplinen wurden es 1982 elf Tage, dies erhöhte sich auf nunmehr zirka zwei Wochen. Hand in Hand damit nahm auch die Teilnehmerzahl enorm zu, was auch Probleme mit deren Unterbringung brachte. Nur 20 Damen und 25 Herren gingen 1931 an den Start; 1938 waren es 30 Damen und 50 Herren, 1970 schon 50 Damen und 120 Herren; 1991 hat sich diese Ziffer ungefähr verdoppelt, und 2017 waren 589 Athleten aus 77 verschiedenen Ländern gemeldet. Die allerdings seit ca. 1996 grundsätzliche Planung, zuerst die „Speed“-, danach die technischen Disziplinen auszutragen, brachte den Vorteil, dass vor allem bei den größeren Nationen die „Techniker-Truppe“ erst zu einem späteren Zeitpunkt anreist, und es zu einer Art „Schichtwechsel“ in den Unterkünften kommt.

### Erfolgreiche Nationen
Waren es in den ersten Jahren nur die traditionellen Alpennationen (Deutschland, Schweiz, Italien, Österreich, kurz darauf auch Frankreich) und auch die Damen vom britischen Skiklub Kandahar, welche sich die Medaillen holten, ging 1939 erstmals eine Medaille nach Schweden. 1948 kamen die USA, 1952 Norwegen, 1956 Japan und die UdSSR sowie 1958 Kanada dazu. Danach dauerte es bis 1970 mit Australien und Polen, 1972 mit der Überraschung durch Spanien, und 1974 gesellte sich Liechtenstein dazu. Weitere Nationen waren: 1982 Jugoslawien, 1985 Luxemburg, 1999 Finnland, 2001 Slowenien, 2003 Kroatien, 2005 Tschechien, 2017 Slowakei, 2023 Griechenland, 2025 Neuseeland.

### Fernsehübertragungen
Schon bei seinem Kongress 1967 in Beirut sicherte sich der Weltskiverband die Exklusivrechte bei Fernsehübertragungen von den Weltmeisterschaften. Im Protokoll wurde niedergeschrieben, dass »die FIS diesbezüglich direkt mit den TV-Gesellschaften in Verhandlungen tritt«. Da der Einfluss des Fernsehens (wie allerdings bei allen Sportarten) immens zunahm, mussten und müssen sich die Veranstalter mehrmals den Vorgaben des TVs beugen (was vor allem bei Absagen bzw. Verschiebungen recht bedeutend war/ist), und es ist auch die Kuriosität von den Weltmeisterschaften 2005 in Bormio bekannt, als ein Streik der Kameraleute der italienischen Host-Station RAI die Verschiebung des Herren-Riesenslaloms um einen Tag auslöste.

### Weitere Begebenheiten
- Der Herrenslalom 1931 wurde wegen der in der „Ende-Februar-Sonne“ wegschmelzenden Piste in nur einem Durchgang gefahren, weshalb dessen Ergebnisse sehr lange als „inoffiziell“ galten. Es gab tatsächlich auch keine Medaillenvergabe (die Rennläufer reisten ohnehin gleich nach Beendigung ab); erst ab 2013 gelten die drei Erstplatzierten laut FIS als Medaillengewinner (und gilt somit Sieger David Zogg als Weltmeister).
- Bei den Weltmeisterschaften 1934 fehlte die gesamte österreichische Mannschaft, es waren lediglich einige Funktionäre nach St. Moritz gekommen.
- Die Weltmeisterschaften 1950 in Aspen waren die ersten außerhalb Europas.
- Eine eher stark begrenzte Teilnehmerzahl gab es 1958 in Bad Gastein durch das Reglement, dass jede Nation nur sechs Läufer und Läuferinnen nennen durfte, wovon wie üblich vier in jedem Bewerb eingesetzt werden konnten.
- 1962 war es vorerst fraglich, ob diese Weltmeisterschaften als solche gelten könnten, wobei politische Gründe dafür verantwortlich waren. Erstmals gab es witterungsbedingt größere Verschiebungen im Programm. Der Österreichische Skiverband errang sechs der acht möglichen Goldmedaillen.
Außerdem gab es erstmals einen Qualifikationsslalom für den eigentlichen Slalom; von 62 gemeldeten Läufern konnten sich 30 die Teilnahme sichern. Diese Qualifikationen, die bis einschließlich 1970 ausgetragen wurden, blieben aber äußerst umstritten, die Läufer kündigten Boykotts an, doch letztlich mussten sie sich immer wieder fügen. Hauptkritikpunkt war, dass die gesamte Läuferschaft anzutreten hatte, was die Gefahr in sich barg, dass ein Eliteläufer sich nicht qualifizieren würde (vor allem, falls er stürzen würde); es hieß, „dass sich die Eliteläufer auf Grund ihrer Ergebnisse der Vorsaison und laufenden Saison die gute Startnummer verdient hätten und sie nicht nun in einer solchen eventuell auch durch Wettereinflüsse abhängigen Entscheidung um ihre Verdienste gebracht werden sollten“.
- Der Schweizer Skiverband blieb bei den Weltmeisterschaften 1962 bis 1966 ohne Medaille (wobei 1964 auch in den übrigen Olympiabewerben keine Medaille gelang).
- Für den Olympiaslalom 1964, der gleichzeitig als Weltmeisterschaft galt, gab es (wie schon bei der WM 1962) einen Qualifikations-Slalom.
- Die bisher einzige in der südlichen Hemisphäre und damit im August ausgetragenen Weltmeisterschaften fanden 1966 in Portillo statt. Der Herren-Riesenslalom wurde erstmals in zwei Durchgängen gefahren, und zudem (mit Ausnahme von 1974 und 1978) bis 1980 an zwei Tagen. Der Französische Skiverband errang sechs bzw. wegen der nachträglichen Zuerkennung der Goldmedaille in der Damen-Abfahrt sieben der acht möglichen Goldmedaillen.
- Zum dritten Mal wurde hier in Portillo wegen der hohen Zahl an Anmeldungen für den Herren-Slalom das Starterfeld durch einen „Qualifikations-Slalom“ reduziert. (Diese Maßnahme gab es auch noch für den Olympiaslalom 1968 und in Gröden 1970 – und danach erst wieder 2007.) Es war den größeren Nationen erlaubt, fünf Läufer in die Qualifikation zu entsenden. Fazit war somit, dass die Quote von vier Startern durchbrochen wurde, denn sowohl die Schweiz als auch Österreich brachten alle ihre Läufer in den Hauptbewerb.
- Sowohl die alpinen Skirennen bei den Olympischen Winterspielen 1968 in Grenoble als auch die Weltmeisterschaften 1970 in Gröden galten gleichzeitig als Weltcup-Rennen.
- Da die Skibewerbe bei den Olympischen Spielen 1972 auch als Weltmeisterschaften gelten, waren dies die ersten in Asien.
- Bei den Weltmeisterschaften 1978 wurde auch der Damen-Riesenslalom erstmals in zwei Durchgängen gefahren.
- Ab 1982 durften nebst den erlaubten vier Läufern pro Nation auch die jeweiligen Titelverteidiger (somit die Sieger 1980) starten. Erstmals gab es eine separat ausgetragene Kombination, bestehend aus einer Abfahrt und einem aus zwei Durchgängen bestehenden Slalom, wobei diese beiden Rennen aber (und dies auch noch bei den folgenden Weltmeisterschaften) an zwei unterschiedlichen (und meist weiter auseinanderliegenden Tagen) ausgetragen wurden.
- Der Österreichische Skiverband konnte weder 1985 noch 1987 oder 2023 eine Goldmedaille erringen.
- Zum ersten Mal musste 1993 in Shizukuishi ein Wettbewerb, nämlich der Herren-Super-G, entfallen.
- Erstmals einen Nachtslalom gab es mit dem Herren-Kombinationsslalom bei den Weltmeisterschaften 1996.
- Beim Herren-Super-G 1999 gab es erstmals einen ex-aequo-Sieg bei Weltmeisterschaften.
- Für die Weltmeisterschaften 2001 in St. Anton am Arlberg gab es eine Verlegung bzw. einen Neubau des Zug-Bahnhofs.
- Ab 2007 wurden sowohl beim Herren-Slalom und neu auch beim -Riesenslalom Qualifikationsrennen veranstaltet, um die Teilnehmerzahl zu reduzieren. Allerdings hatte sich der Modus dieser Qualifikationen gegenüber jenen zwischen 1962 und 1970 grundlegend geändert, denn im Gegensatz zu damals, als das gesamte gemeldete Starterfeld inkl. der Elite diese deshalb sehr umstrittene Prozedur auf sich nehmen musste, sind die besten 50 der Weltrangliste (gemäß FIS-Punkten) direkt qualifiziert.
- 2009 in Val-d’Isère gab es aus Witterungsgründen keinen Team-Bewerb, der außerdem erstmals nicht für das Ende des Championats, sondern „zwischendrinnen“ programmiert war. Bei den Slaloms und Riesenslaloms waren für den zweiten Durchgang (wie im Weltcup) nur die ersten Dreißig des ersten Laufs zugelassen.
- Bei den Weltmeisterschaften 2011 in Garmisch-Partenkirchen wurde die 2009 vorgenommene Handhabung der „Dreißiger-Regel“ für Slaloms und Riesenslaloms angepasst, die besten 60 des ersten Durchgangs sind seither für den zweiten Lauf startberechtigt.

## Startberechtigung
Nach den derzeit gültigen FIS-Regeln gibt es nebst limitierten Zahlen pro Nation (hier auch noch auf Damen und Herren aufgeteilt; Swiss-Ski stellte für 2017 elf Herren und dreizehn Damen, der ÖSV vierzehn Damen und dreizehn Herren) die Beschränkung, dass pro Einzelbewerb nur vier Läufer und überdies die Titelverteidiger eingesetzt werden dürfen. Außerdem ist es nur Läufern erlaubt, an den Start zu gehen, die 80 FIS-Punkte oder weniger aufweisen, was speziell für sehr kleine Ski-Nationen von Bedeutung ist. Im Skiweltcup gelten hier andere Richtlinien.

### Nominierung durch die nationalen Verbände
Die Nominierung erfolgt bei den im Alpinbereich „großen“ Verbänden (Schweiz und Österreich) nach strengeren Richtlinien als beim Deutschen Skiverband. Die Zunahme von Bewerben hat auch zu einer größeren Zahl von Startberechtigungen geführt, außerdem können durch die ab 1982 geltende „Titelverteidiger-Regelung“ mögliche Härtefälle vermieden werden. Die teilweise verwendete Phrase des „fünften Startplatzes“ muss aber dahingehend eingeschränkt werden, dass tatsächlich nur Titelverteidiger zusätzlich startberechtigt sind.

## Austragungsorte
Bisher gab es 48 Alpine Skiweltmeisterschaften an 30 verschiedenen Austragungsorten. Einmal wurden die WM-Ergebnisse annulliert (Cortina 1941). Die WM 1931 in Mürren wurde erst später von der FIS anerkannt und hinzugefügt.
| Jahr | Austragungsort         | Land               | Kommentar                                                        |
| ---- | ---------------------- | ------------------ | ---------------------------------------------------------------- |
| 1931 | Mürren                 | Schweiz            |                                                                  |
| 1932 | Cortina d’Ampezzo      | Königreich Italien |                                                                  |
| 1933 | Innsbruck              | Österreich         |                                                                  |
| 1934 | St. Moritz             | Schweiz            |                                                                  |
| 1935 | Mürren                 | Schweiz            |                                                                  |
| 1936 | Innsbruck              | Österreich         |                                                                  |
| 1937 | Chamonix               | Frankreich         |                                                                  |
| 1938 | Engelberg              | Schweiz            |                                                                  |
| 1939 | Zakopane               | Polen              |                                                                  |
| 1941 | Cortina d’Ampezzo      | Königreich Italien | Die Ergebnisse wurden 1946 annulliert.                           |
| 1948 | St. Moritz             | Schweiz            | Olympische Spiele                                                |
| 1950 | Aspen                  | USA                |                                                                  |
| 1952 | Oslo                   | Norwegen           | Olympische Spiele                                                |
| 1954 | Åre                    | Schweden           |                                                                  |
| 1956 | Cortina d’Ampezzo      | Italien            | Olympische Spiele                                                |
| 1958 | Bad Gastein            | Österreich         |                                                                  |
| 1960 | Squaw Valley           | USA                | Olympische Spiele                                                |
| 1962 | Chamonix               | Frankreich         |                                                                  |
| 1964 | Innsbruck              | Österreich         | Olympische Spiele                                                |
| 1966 | Portillo               | Chile              |                                                                  |
| 1968 | Grenoble               | Frankreich         | Ergebnisse zählten auch für den Weltcup                          |
| 1970 | Gröden                 | Italien            | Ergebnisse zählten auch für den Weltcup                          |
| 1972 | Sapporo                | Japan              | Olympische Spiele                                                |
| 1974 | St. Moritz             | Schweiz            |                                                                  |
| 1976 | Innsbruck              | Österreich         | Olympische Spiele                                                |
| 1978 | Garmisch-Partenkirchen | Deutschland        |                                                                  |
| 1980 | Lake Placid            | USA                | Olympische Spiele                                                |
| 1982 | Schladming             | Österreich         |                                                                  |
| 1985 | Bormio                 | Italien            |                                                                  |
| 1987 | Crans-Montana          | Schweiz            | Erstmalige Austragung des Super G                                |
| 1989 | Vail                   | USA                |                                                                  |
| 1991 | Saalbach-Hinterglemm   | Österreich         |                                                                  |
| 1993 | Morioka-Shizukuishi    | Japan              | Der Super G der Herren konnte nicht ausgetragen werden           |
| 1996 | Sierra Nevada          | Spanien            | Wegen Schneemangels von 1995 auf 1996 verschoben                 |
| 1997 | Sestriere              | Italien            |                                                                  |
| 1999 | Vail/Beaver Creek      | USA                | Gemeinsame Austragung der Spiele                                 |
| 2001 | St. Anton am Arlberg   | Österreich         |                                                                  |
| 2003 | St. Moritz             | Schweiz            |                                                                  |
| 2005 | Bormio                 | Italien            | Erstmalige Austragung des Mannschaftswettbewerbs                 |
| 2007 | Åre                    | Schweden           |                                                                  |
| 2009 | Val-d’Isère            | Frankreich         | Der Teambewerb entfiel witterungsbedingt                         |
| 2011 | Garmisch-Partenkirchen | Deutschland        | Erstmalige Austragung des Teambewerbs als Parallelrennen         |
| 2013 | Schladming             | Österreich         |                                                                  |
| 2015 | Vail/Beaver Creek      | USA                | Gemeinsame Austragung der Spiele                                 |
| 2017 | St. Moritz             | Schweiz            |                                                                  |
| 2019 | Åre                    | Schweden           |                                                                  |
| 2021 | Cortina d’Ampezzo      | Italien            | Erstmalige Austragung von Parallel-Einzelrennen                  |
| 2023 | Courchevel/Méribel     | Frankreich         |                                                                  |
| 2025 | Saalbach-Hinterglemm   | Österreich         | Erstmalige Austragung der Alpinen Kombination als Teamwettbewerb |
| 2027 | Crans-Montana          | Schweiz            |                                                                  |
| 2029 | Narvik                 | Norwegen           |                                                                  |
| 2031 | Gröden                 | Italien            |                                                                  |

### Liste der Austragungsorte
Bisher fanden von 48 Weltmeisterschaften zehn in Österreich, neun in der Schweiz, acht in Italien, sechs in den USA und zwei in Deutschland statt.
33 in den Alpen, sechs in anderen Gebieten Europas, sechs in den USA, zwei in Japan und einmal in Chile.
(Stand 2025)
| Austragungsort         | Land        | Anzahl | davon Olympia | Austragungsjahre             |
| ---------------------- | ----------- | ------ | ------------- | ---------------------------- |
| St. Moritz             | Schweiz     | 5      | 1             | 1934; 1948; 1974; 2003; 2017 |
| Innsbruck              | Österreich  | 4      | 2             | 1933; 1936; 1964; 1976       |
| Cortina d’Ampezzo      | / Italien   | 4      | 1             | 1932; 1941; 1956; 2021       |
| Vail*                  | USA         | 3      |               | 1989; 1999; 2015             |
| Åre                    | Schweden    | 3      |               | 1954; 2007; 2019             |
| Beaver Creek*          | USA         | 2      |               | 1999; 2015                   |
| Bormio                 | Italien     | 2      |               | 1985; 2005                   |
| Chamonix               | Frankreich  | 2      |               | 1937; 1962                   |
| Garmisch-Partenkirchen | Deutschland | 2      |               | 1978; 2011                   |
| Mürren                 | Schweiz     | 2      |               | 1931; 1935                   |
| Saalbach-Hinterglemm   | Österreich  | 2      |               | 1991, 2025                   |
| Schladming             | Österreich  | 2      |               | 1982; 2013                   |
| Aspen                  | USA         | 1      |               | 1950                         |
| Bad Gastein            | Österreich  | 1      |               | 1958                         |
| Crans-Montana          | Schweiz     | 1      |               | 1987                         |
| Engelberg              | Schweiz     | 1      |               | 1938                         |
| Grenoble               | Frankreich  | 1      | 1             | 1968                         |
| Gröden                 | Italien     | 1      |               | 1970                         |
| Lake Placid            | USA         | 1      | 1             | 1980                         |
| Morioka-Shizukuishi    | Japan       | 1      |               | 1993                         |
| Oslo                   | Norwegen    | 1      | 1             | 1952                         |
| Portillo               | Chile       | 1      |               | 1966                         |
| Sapporo                | Japan       | 1      | 1             | 1972                         |
| Sestriere              | Italien     | 1      |               | 1997                         |
| Sierra Nevada          | Spanien     | 1      |               | 1996                         |
| Squaw Valley           | USA         | 1      | 1             | 1960                         |
| St. Anton am Arlberg   | Österreich  | 1      |               | 2001                         |
| Val-d’Isère            | Frankreich  | 1      |               | 2009                         |
| Zakopane               | Polen       | 1      |               | 1939                         |
| Courchevel-Méribel     | Frankreich  | 1      |               | 2023                         |

* Die Weltmeisterschaften 1999 und 2015 wurden von Vail und Beaver Creek gemeinsam ausgetragen.

Olympiajahre sind kursiv dargestellt.

## Teilnehmende Nationen
Bisher nahmen 110 Nationen an Alpinen Skiweltmeisterschaften teil.
| Jahr | Erstmalige Teilnahme                                                                  |
| ---- | ------------------------------------------------------------------------------------- |
| 1931 | Australien Deutschland Italien Norwegen Österreich Schweiz Vereinigtes Königreich     |
| 1932 | Frankreich Polen                                                                      |
| 1933 | Bulgarien Ungarn Niederlande Rumänien Spanien Schweden Tschechoslowakei Jugoslawien   |
| 1934 | Kanada Vereinigte Staaten                                                             |
| 1936 | Belgien                                                                               |
| 1938 | Japan                                                                                 |
| 1939 | Finnland                                                                              |
| 1948 | Argentinien Chile Griechenland Island Liechtenstein Türkei                            |
| 1952 | Neuseeland Portugal                                                                   |
| 1954 | BR Deutschland Deutsche Demokratische Republik                                        |
| 1956 | Bolivien Iran Sowjetunion                                                             |
| 1960 | Libanon                                                                               |
| 1962 | Indien                                                                                |
| 1964 | Südkorea                                                                              |
| 1966 | Brasilien                                                                             |
| 1968 | Marokko                                                                               |
| 1970 | Andorra Dänemark                                                                      |
| 1972 | Philippinen Chinesisch Taipeh                                                         |
| 1974 | San Marino                                                                            |
| 1978 | Irland                                                                                |
| 1980 | Costa Rica Zypern                                                                     |
| 1982 | Luxemburg Mexiko Senegal                                                              |
| 1985 | Volksrepublik China Monaco                                                            |
| 1989 | Algerien Amerikanische Jungferninseln Guatemala Puerto Rico                           |
| 1991 | Israel                                                                                |
| 1993 | Belarus Russland Slowakei Slowenien                                                   |
| 1996 | Bosnien und Herzegowina Georgien Kroatien Südafrika Tschechien Ukraine Uruguay        |
| 1997 | Lettland Litauen Usbekistan                                                           |
| 1999 | Aserbaidschan Grenada Jamaika Kirgisistan Mazedonien                                  |
| 2001 | Kasachstan Kuwait                                                                     |
| 2005 | Estland Pakistan Serbien und Montenegro                                               |
| 2007 | Ghana Moldau Montenegro Serbien                                                       |
| 2009 | Cayman Islands Kolumbien Mongolei Nepal                                               |
| 2011 | Haiti Peru                                                                            |
| 2013 | Albanien Malta                                                                        |
| 2015 | Osttimor                                                                              |
| 2017 | Afghanistan Kenia Kosovo Madagaskar Malaysia Tonga                                    |
| 2019 | Jordanien                                                                             |
| 2023 | Dominikanische Republik Hongkong Kap Verde Thailand Togo Vereinigte Arabische Emirate |
| 2025 | Saudi-Arabien Singapur                                                                |

(Stand 2025)

## Die erfolgreichsten Teilnehmer
Die erfolgreichsten Teilnehmer gemessen an der Anzahl der Weltmeistertitel sind bei den Frauen Christl Cranz (GER, 12 Siege) und bei den Herren Marcel Hirscher (AUT, 7 Siege). Die meisten Medaillen bei den Herren erreichte jedoch Kjetil André Aamodt (NOR, 12 Medaillen).
Anja Pärson (SWE) hat als einzige in allen fünf Skidisziplinen den Titel geholt (Slalom 2001, Riesenslalom 2003/2005, Super-G 2005/2007, Abfahrt 2007, Super-Kombination 2007).
| Platz | Name                  | Land               | Von  | Bis  | Gold    | Silber | Bronze | Gesamt |
| ----- | --------------------- | ------------------ | ---- | ---- | ------- | ------ | ------ | ------ |
| 1     | Christl Cranz         | Deutsches Reich    | 1934 | 1939 | 12      | 3      | –      | 15     |
| 2     | Mikaela Shiffrin      | Vereinigte Staaten | 2013 | 2025 | * 8 *   | 4      | 3      | 15     |
| 3     | Marielle Goitschel    | Frankreich         | 1962 | 1968 | 7       | 4      | –      | 11     |
| 3     | Marcel Hirscher       | Österreich         | 2013 | 2019 | ** 7 ** | 4      | –      | 11     |
| 5     | Anja Pärson           | Schweden           | 2001 | 2011 | 7       | * 2 *  | * 4 *  | 13     |
| 6     | Toni Sailer           | Österreich         | 1956 | 1958 | 7       | 1      | –      | 8      |
| 7     | Erika Hess            | Schweiz            | 1980 | 1987 | 6       | –      | 1      | 7      |
| 8     | Jean-Claude Killy     | Frankreich         | 1966 | 1968 | 6       | –      | –      | 6      |
| 9     | Kjetil André Aamodt   | Norwegen           | 1991 | 2003 | 5       | 4      | 3      | 12     |
| 10    | Annemarie Moser-Pröll | Österreich         | 1970 | 1980 | 5       | 2      | 2      | 9      |
| 10    | Aksel Lund Svindal    | Norwegen           | 2005 | 2019 | 5       | 2      | 2      | 9      |

* davon eine Medaille in Team-Wettbewerben, ** davon zwei Medaillen in Team-Wettbewerben

## Ewiger Medaillenspiegel
Stand: 16. Februar 2025; ohne Medaillen der annullierten WM von 1941
| Rang | Land           |     |     |     |      |
| ---- | -------------- | --- | --- | --- | ---- |
| 1    | Österreich     | 103 | 110 | 103 | 316  |
| 2    | Schweiz        | 77  | 78  | 63  | 224  |
| 3    | Frankreich     | 48  | 52  | 38  | 138  |
| 4    | / Deutschland  | 35  | 38  | 48  | 121  |
| 5    | USA            | 33  | 28  | 38  | 99   |
| 6    | Norwegen       | 27  | 24  | 23  | 74   |
| 7    | / Italien      | 26  | 27  | 27  | 80   |
| 8    | Schweden       | 17  | 11  | 22  | 50   |
| 9    | Kanada         | 16  | 8   | 9   | 33   |
| 10   | Slowenien      | 6   | 6   | 2   | 14   |
| 11   | Kroatien       | 6   | 2   | 2   | 10   |
| 12   | Liechtenstein  | 5   | 9   | 7   | 21   |
| 13   | Großbritannien | 4   | 4   | 3   | 11   |
| 13   | Luxemburg      | 4   | 4   | 3   | 11   |
| 15   | Jugoslawien    | 1   | 3   | 5   | 9    |
| 16   | Finnland       | 1   | 2   | 2   | 5    |
| 17   | Slowakei       | 1   | 4   | 1   | 6    |
| 18   | Tschechien     | 1   | 1   | 3   | 5    |
| 19   | Australien     | 1   | –   | 1   | 2    |
| 19   | Spanien        | 1   | –   | 1   | 2    |
| 21   | Japan          | –   | 1   | 1   | 2    |
| 21   | Polen          | –   | 1   | 1   | 2    |
| 23   | Griechenland   | –   | 1   | –   | 1    |
| 23   | Neuseeland     | –   | 1   | –   | 1    |
| 25   | Sowjetunion    | –   | –   | 2   | 2    |
|      | Gesamt         | 413 | 415 | 410 | 1238 |

| Rang | Land        |   |   |   |    |
| ---- | ----------- | - | - | - | -- |
| 1    | Deutschland | 5 | 2 | 4 | 11 |
| 2    | Italien     | 2 | 3 | 2 | 7  |

Laut APA-Meldung vom 29. Januar 2013 haben Recherchen des ORF ergeben, dass die FIS den nur in einem Lauf ausgetragenen Herrenslalom 1931 nun in die offizielle Medaillenwertung aufgenommen hat, wodurch der Schweiz eine Goldmedaille (David Zogg), Österreich eine Silbermedaille (Toni Seelos) und Deutschland eine Bronzemedaille (Friedl Däuber) zufällt. Im Großteil der Medaillenstatistiken sind diese bis dahin inoffiziell geführten Medaillen ohnehin bereits enthalten.